# Breznóbányai járás

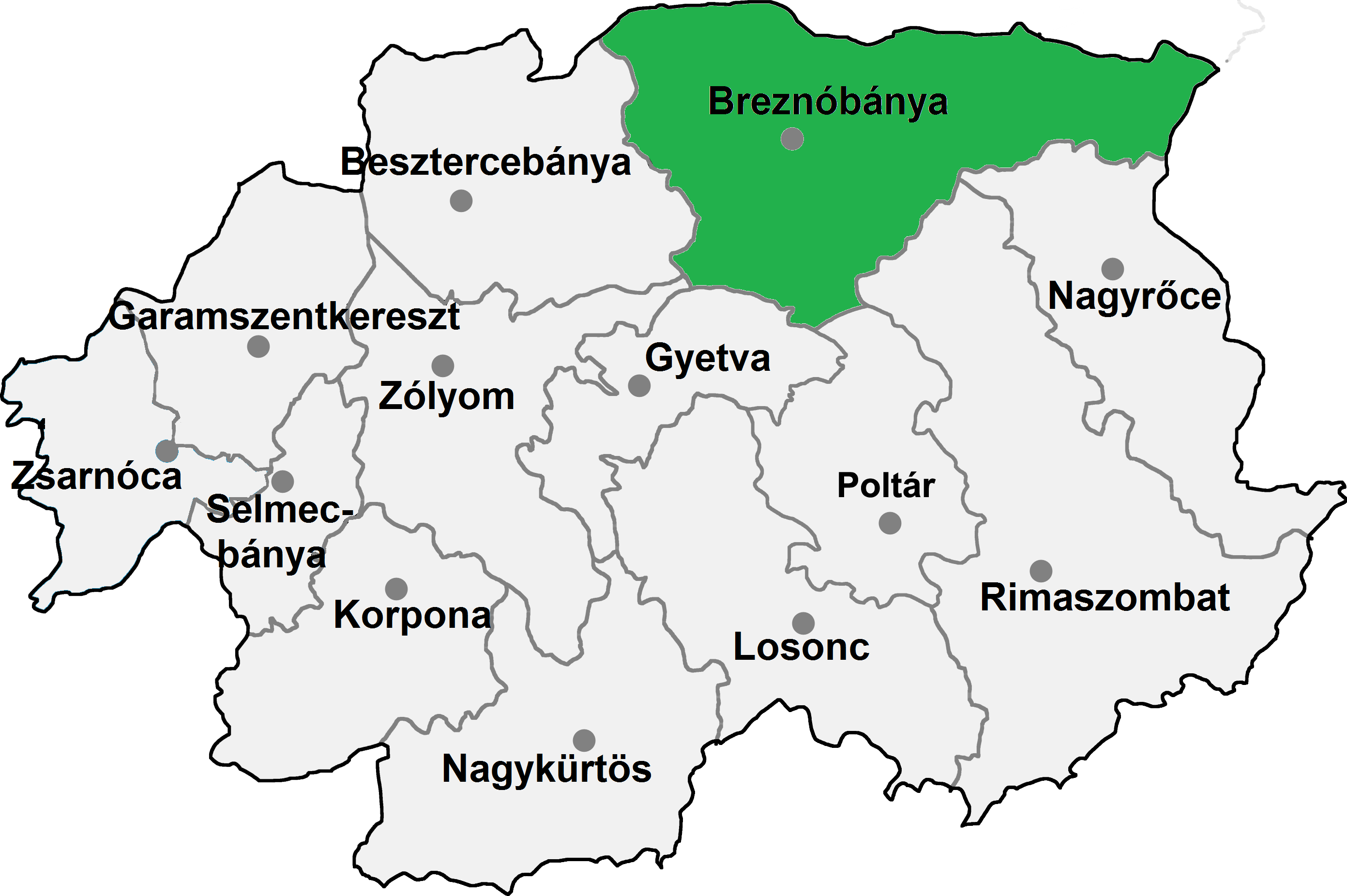
A Breznóbányai járás

A Breznóbányai járás (Okres Brezno) Szlovákia Besztercebányai kerületének közigazgatási egysége. Területe 1 265 km², lakosainak száma 65 909 (2001), székhelye Breznóbánya (Brezno). A járás nagy része egykor Zólyom vármegyéhez tartozott, néhány keleti községe azonban Gömör és Kishont vármegyéhez.

## Népessége
| Év:            | 1994.  | 2004.   | 2014.   | 2024.   |
| -------------- | ------ | ------- | ------- | ------- |
| Emberek száma: | 66 424 | 65 080  | 62 971  | 57 916  |
| Eltérés:       |        | -2,02 % | -3,24 % | -8,02 % |

| Év:            | 2023.  | 2024.   |
| -------------- | ------ | ------- |
| Emberek száma: | 58 297 | 57 916  |
| Eltérés:       |        | -0,65 % |

## A Breznóbányai járás települései
- Ágostonlak (Závadka nad Hronom)
- Alsószabadi (Dolná Lehota)
- Baracka (Braväcovo)
- Benesháza (Beňuš)
- Breznóbánya (Brezno)
- Cserpatak (Osrblie)
- Darabos (Drábsko)
- Erdőköz (Pohronská Polhora)
- Feketebalog (Čierny Balog)
- Forgácsfalva (Lom nad Rimavicou)
- Garamfő (Telgárt)
- Garamnémetfalva (Nemecká)
- Garamolaszka (Valaská)
- Garampéteri (Predajná)
- Garamszécs (Polomka)
- Helpa (Heľpa)
- Felsőszabadi (Horná Lehota)
- Jarabó (Jarabá)
- Jecenye (Jasenie)
- Királyhegyalja (Šumiac)
- Kisgaram (Hronec)
- Koháryháza (Pohorelá)
- Mihálytelek (Michalová)
- Nándorvölgy (Vaľkovňa)
- Rásztó (Ráztoka)
- Sebesér (Bystrá)
- Szikla (Sihla)
- Vacok (Bacúch)
- Vámos (Mýto pod Ďumbierom)
- Zólyombrézó (Podbrezová)